# Tul·li Gemin
Tul·li Gemin (en llatí: Tullius Geminus) va ser un poeta inclòs a l'Antologia grega, on consten deu epigrames seus sota el nom de Geminus, dels quals el segon, tercer, quart, cinquè, sisè i desè citen com a autor Γεμίνου, el vuitè de Γαιμίνου, el primer i setè de Τυλλίου Γεμίνου, i el novè de Τυλλίου Γεμίνου o Τυλλίου Σαβήνου. La majoria dels epigrames de Gemin parlen sobre obres d'art i estan escrits amb molta afectació. De la vida i època d'aquest poeta no se'n sap res.